# قلقيلية
قلقيلية مدينة فلسطينية تقع على مقربة من الخط الأخضر في فلسطين وهي مركز محافظة قلقيلية، تبلغ مساحة أراضي المدينة حسب المخطط الهيكلي لعام 2019 حوالي 4250 دونم، وتقع أراضيها عند التقاء الساحل مع الجبل وتعتبر خط الدفاع الأول نظرًا لقربها من الخط الأخضر. وتعتبر سلة غذاء فلسطين.

## التسمية
تعود قلقيلية بهذه التسمية إلى العهد الروماني فما زالت تحمل الاسم الروماني (calecaicea) مع تحريف بسيط. وفي المصادر الإفرنجية ذكرت باسم (calcelie) وهو نفس اللفظ المتداول على ألسنة أبنائها في هذه الأيام.
ويعود تاريخ المدينة وجذور التسمية إلى العصر الكنعاني فيرى بعض المؤرخين أنها أحد الجلجالات التي ورد ذكرها في العهد القديم، و(الجلجال) لفظ كنعاني أطلق على الحجارة المستديرة ومن ثم على المناطق والتخوم المستديرة، وقريباً من تسمية قلقيلية سميت القرية المجاورة (جلجوليا) وهاتان البلدتان تقعان في أطراف السهل الساحلي عند نقطة التقائه مع سفوح الجبال.
ويذهب بعض المؤرخين إلى أن قلقيلية هي الجلجال المذكور في قائمة الملوك العموريين والكنعانيين في العهد القديم، ويذكر المؤرخ (يوسيفيوس) أن اسم قلقيلية مأخوذ من اسم قلعة تعرف باسم (قلقاليا) وهي القرية التي ذكرت في العهد القديم بإسم (جلجاليا).
أما ما ذهب إليه بعض المحدثين من غير المؤرخين إلى أن اسم قلقيلية يعود إلى القيلة، وهي الموضع الذي يأوى إليه المتعبون وقت القيلولة في الظهيرة طلباُ للراحة أوالمكان الذي تحط عنده القوافل الرحالة بغية الراحة والتزود بالماء، فهو رأي ضعيف لا يستند إلى معطيات وحقائق تاريخية. والأرجح أن الصدفة هي التي جمعت بين اسم قلقيلية ذي الجذور التاريخية وموقعها الغني بالماء والأشجار والذي جعل منها موضع قيلولة.

## الجغرافيا
موقع قلقيلية الجغرافي منحها أهمية خاصة حيث أصبحت نقطة التقاء بين المدن الفلسطينية من شمالها وجنوبها وغربها، وصلت صفد-عكا-حيفا-طولكرم شمالاً وبئر السبع-المجدل-غزة جنوباً، وربطت نابلس وما ولاها شرقاً بيافا وقراها غرباً، وهي نفس الأهمية التي حظيت بها قديماً يوم كانت محطة بارزة للقوافل التجارية تحط عند ينابيعها الرحال وتزيل عناء السفر بوارف الشجر والظلال.
وذات الموقع جعل من قلقيلية نقطة إنطلاق لكثير من الغزوات الحربية وجعل من محطة سكة الحديد فيها الواقعة على بعد 82 كم من محطة حيفا، أحد المحطات المعدودة المعتمدة على إمتداد خط سكة الحديد الموصل بين الشام ومصر.

### المناخ
قلقيلية شأن كل بقاع فلسطين مناخها مناخ حوض البحر المتوسط معتدل الحرارة صيفاً مائل إلى البرودة شتاء. وهناك تفاوت بسيط في درجات الحرارة بين منطقة وأخرى في فلسطين نتيجه إختلاف بعض العوامل الجغرافية كالإرتفاع عن سطح البحر والقرب من الساحل وموقعها شمال أو جنوب فلسطين. يبلغ المعدل السنوي العام لدرجات الحرارة في قلقيلية 18.9ْ مئوية، وهذا يتفق مع كونها ضمن مناخ البحر المتوسط حيث المعدل العام السنوي للحرارة يقع ما بين 17ْ-19ْ مئوية. وبلغ معدل الحرارة العظمى في قلقيلية 22.3ْ مئوية، ومعدل الحرارة الصغرى 15.6ْ مئوية. وتتراوح درجات الحرارة في أشد شهور السنة حرارة (حزيران، تموز، آب) بين 28.6ْ نهارا – 21.7ْ مئوية ليلاً. أما ابرد شهور السنة (كانون أول، كانون الثاني، شباط) فتكون درجات الحرارة بين 14.3ْ نهارا – 9.4ْ مئوية ليلاً، وبلغ المعدل العام للحرارة في أحرُّ الأشهر (شهر آب) 26.15ْ مئوية بينما بلغ المعدل العام للحرارة في أبرد الأشهر (شهر كانون ثاني) نحو 11ْ مئوية وهذا دليل على إعتدال المناخ في مدينة قلقيلية صيفاً وشتاءً.
ومن الجدير بالذكر إن معدلات درجات الحرارة لا تتباين كثيرا بين عامٍ وآخر وتؤثر فيها خصائص الموقع والأرتفاع والتضاريس، وقد سجلت أعلى درجة للحرارة في تاريخ قلقيلية الحديث في اليوم الثاني عشر من أيار عام 1996 م، وبالتحديد الساعة الثانية ظهرا، وهي 41.4ْ مئوية.
الرطوبة: بسبب قرب المدينة من البحر المتوسط - حيث لا تبعد سوى 14 كم بخط مستقيم- فان درجة الرطوبة مرتفعة فيها نسبيا بالمقارنة مع المناطق الجبلية ومدن الداخل، حيث يصل معدلها السنوي العام إلى نحو 70%.
وتبقى درجات الحرارة والرطوبة السائدة في المدينة ملائمة للنشاط البشري صيفا وشتاء، فالمناخ المعتدل هو أحد عوامل جذب السكان إلى هذه المدينة، بالإضافة إلى انعكاسات هذا المناخ بشكل ايجابي على إزدهار الزراعة الصيفية والشتوية والأشجار المثمرة والنبات الطبيعي والثروة الحيوانية والمناحل.

## التاريخ

### العهد الروماني
رغم قلة المعلومات التاريخية عن التقسيمات الإدارية في فلسطين عامة قبل الفتح الإسلامي إلا أن المصادر تشير إلى أن فلسطين في ذلك العهد - في القرن الرابع الميلادي - كانت تقسم إلى 3 أقسام أو ولايات: فلسطين الأولى والثانية والثالثة (الصحراوية)، في حين كان جزء من شمال فلسطين - سهل عكا ومنطقة حيفا - يتبعان ولاية فينيقيا.

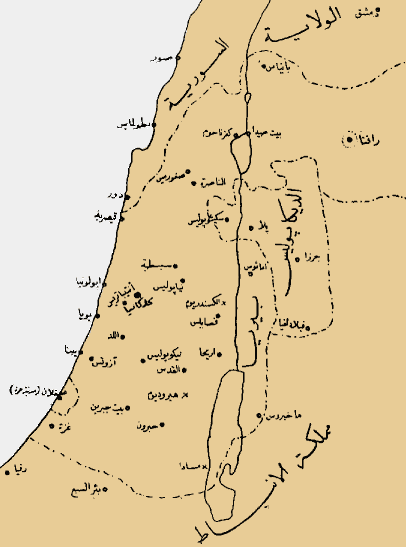
مملكة هيرودوس والتقسيمات الادارية

 وقد ذكرت قلقيلية في هذه التقسيمات في منطقة فلسطين الأولى من قضاء رأس العين والمعروف باسم أنتيباتريس (antipatris)، وكان يتبع هذا القضاء إدارياً 10 قرى في مقدمتها قلقيلية.

### عهد الدولة الإسلامية
بعد أن تم الفتح الإسلامي لبلاد الشام في عهد الخليفة عمر بن الخطاب، قسمت بلاد الشام إلى 4 أجناد وهي: حمص، دمشق، الأردن، وفلسطين. وكان جند فلسطين يضم المناطق الوسطى الجنوبية من فلسطين الحالية وقسماً من شرق الأردن وكانت اللد قصبة هذا الجند وبالتالي كانت قلقيلية في إطار هذا الجند وظل هذا التقسيم معمولاً به طيلة فترة الدولة الأموية والعباسية مع تعديلات في قصبة هذا الجند بين خليفة وآخر.

#### الدولة الفاطمية
أصبحت قلقيلية إحدى نواحي كور (ناحية) كفر سابا.

#### الدولة المملوكية
حظيت جلجوليا المجاورة بمكانة بارزة وأصبح لها مركزاً متقدماً في المنطقة، وكانت قلقيلية واحدة من أعمال جلجوليا في هذا العهد، وفي هذه الفترة برز علماء قلقيلية ممن انتقلوا إلى مركز المنطقة جلجوليا لممارسة التعليم والإقراء ومنهم شمس الدين محمد بن أحمد الشامي.

#### الدولة العثمانية
مع بداية العهد العثماني، قسمت الشام إلى 3 ولايات منها ولاية فلسطين، والتي قسمت بدورها إلى 5 ألوية (سناجق بالتركية) وهي القدس، غزة، صفد، نابلس، واللجون. فكانت قلقيلية تتبع إحدى تلك السناجق وهو سنجق نابلس. وفي عام 1660 تشكلت ولاية أخرى في بلاد الشام وهي ولاية صيدا، والتي ضم إليها بعض أجزاء فلسطين.
وأخذ ولاؤها لنفوذهم وقوتهم يتدخلون في أمور كل المناطق الفلسطينية، بحيث اعتبرت معظم التجمعات السكنية بما فيها قلقيلية في إطار ولاية صيدا ونفوذها. ويذكر أن والي الشام (دمشق) - والتي كانت فلسطين تتبعها - اضطر إلى طلب المساعدة من سليمان باشا والي صيدا بعد أن أخفق في مواجهة ثورة أبي عودة الجيوسي في صوفين (تسوفيم اليوم) في القرن التاسع عشر.
في عام 1864 صدر قانون تشكيل الولايات العثمانية وتم بموجبه تقسيم بلاد الشام إلى ولايتين، هما سوريا (دمشق) وحلب، وكانت فلسطين كلها تتبع ولاية دمشق، وجعلت متصرفية كان مركزها القدس. وقسمت المتصرفية إلى أقضية وهي الخليل، غزة، اللد، نابلس والسامرة، الشقيف، حوران، الغور الشرقي. وسرعان ما تحولت نابلس وعكا إلى ألوية (متصرفيات) ضمن ولاية دمشق. وطيلة هذه الفترة كانت قلقيلية ناحية من نواحي نابلس. وفي عام 1887 تشكلت في الشام ولاية بيروت وضمت إليها سنجق عكا وسنجق البلقاء ومركزه نابلس. وقسم مركز السنجق واللواء نابلس إلى قضائين هما قضاء جنين والسلط. وكانت قلقيلية أحد نواحي مركز اللواء نابلس.
وفي عام 1884 استحدث العثمانيون قضاءًا جديدًا في سنجق البلقاء وهو قضاء طولكرم (قضاء بني صعب) والذي ضم فيه قلقيلية إلى جانب عشرات القرى الأخرى مثل حرم علي، إجليل، مسكة، كفر سابا، الطيرة، جلجوليا، أم خالد، وادي الحوارث، وغيرها الكثير.

### الانتداب البريطاني
لم تشهد قلقيلية في عهد الانتداب البريطاني على فلسطين تطوراً إدارياً مذكوراً، بل كانت سياسة الانتداب تتعمد إبقاء قلقيلية على ما هي عليه ووقف عملية تتطورها وحرمانها من المستحقات الإدارية نتيجة لمقاومة أهالي المنطقة الانتداب البريطاني وتصديهم لمحاولات الاستيلاء على أراضي المنطقة لضمها للمستعمرات اليهودية.

صورة لمدينة قلقيلية عام 1922 م

وظلت قلقيلية فترة الانتداب تعامل كقرية من قرى قضاء طولكرم رغم الزيادة في التعداد السكاني وتطورها العمراني والزراعي.

### الحكم الأردني
بعد أن ضمت الضفة الغربية للأردن في إطار المملكة الأردنية الهاشمية بعد نكبة عام 1948، أصبحت قلقيلية ضمن قضاء طولكرم، وأخذت قلقيلية تستعيد بعض حقها المهضوم في التمثيل الإداري، استجابة للواقع النضالي الذي أبداه أهالي قلقيلية وما قاموا من جهود لإعادة بناء مدينتهم المدمرة واستصلاح أرضهم الجبلية بعد فقدان معظم سهولهم، وبروز أبناء قلقيلية في مجال العلم والآداب والصحافة والسياسة.

### النكسة والحكم الإسرائيلي
منذ حزيران 1967 واحتلال إسرائيل الضفة الغربية وقطاع غزة والجولان وسيناء، ظهرت النوايا المبيتة لقلقيلية. فقامت قوات الاحتلال الإسرائيلي بتشريد أهالي المدينة ونسف ما يزيد عن 80% من منازلها.
وخلال فترة الحكم الإسرائيلي هذه والممتدة من عام 1967م وحتى عام 1995م؛ كانت قلقيلية وقراها، وسلفيت وقراها، تتبع جميعها إلى محافظة طولكرم تحت مسمى لواء طولكرم.

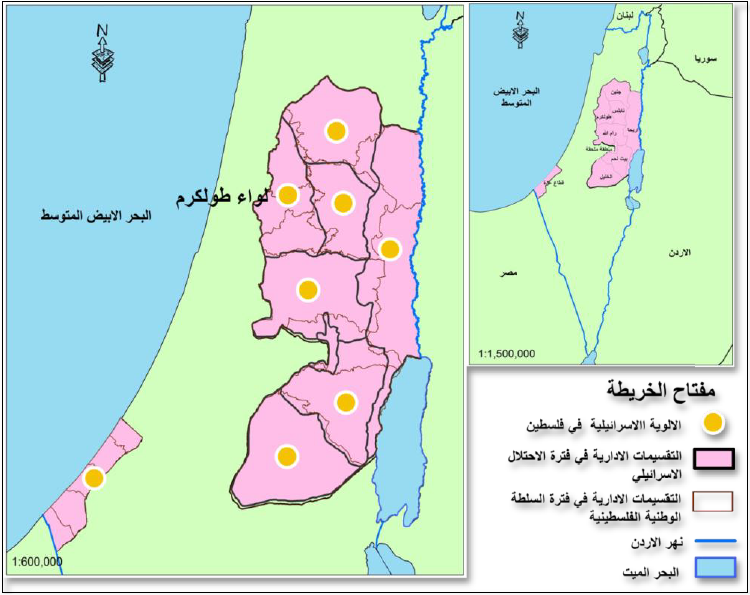
خارطة توضح مناطق قلقيلية وسلفيت اللتان تتبعان لمحافظة طولكرم 1967-1995

 حيث عمدت قوات الاحتلال إلى تطبيق سياسة الانتداب للانتقام من قلقيلية بحجة اتباع آخر تقسيم إداري في عهد الانتداب البريطاني. وظلت قلقيلية محرومة طيلة سنوات الاحتلال رغم التطور الهائل للمدينة وتفوقها الاقتصادي الملحوظ.

### السلطة الوطنية الفلسطينية
بعد رحيل آخر جنود الاحتلال عن مدينة قلقيلية في الساعة الخامسة والنصف مساء يوم 17/ 12/ 1995، وبدخول طلائع القوات الفلسطينية، أصبحت قلقيلية محررة وأعلن ياسر عرفات رئيس دولة فلسطين عن تسمية قلقيلية رسمياً بمحافظة قلقيلية.

#### قرى محافظة قلقيلية

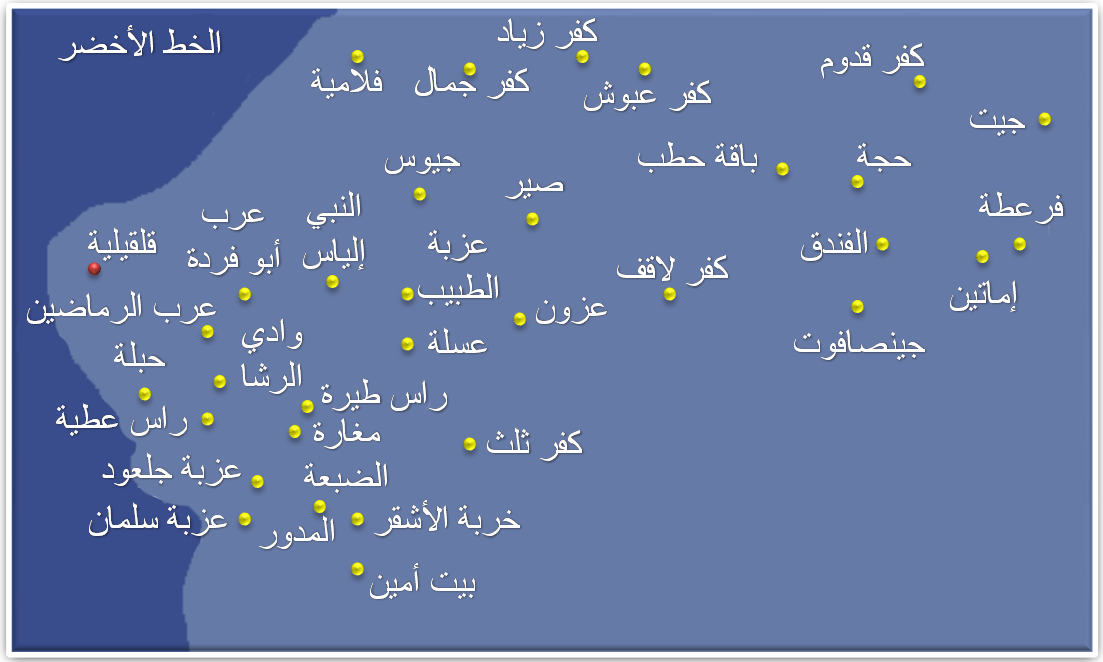
قرى محافظة قلقيلية

قلقيلية مركز المحافظة وتتبعها (34) بلدة وقرية وعزبة وهي:
قلقيلية، عزون، عزون عتمة، كفر لاقف، النبي إلياس، عسلة، صير، جيوس، فلامية، حبلة، راس عطية، راس طيرة، عزبة سلمان، المدور، عزبة الأشقر، عزبة الطبيب، مغارة الضبعة، حجة، باقة الحطب، إماتين، فرعطة، كفر ثلث، كفر قدوم، جيت، عزبة جلعود، جينصافوط، سنيريا، عزون عتمة، بيت امين، واد الرشا، الفندق، الرماضين الجنوبي، الرماضين الشمالي.

## المدينة الأسيرة

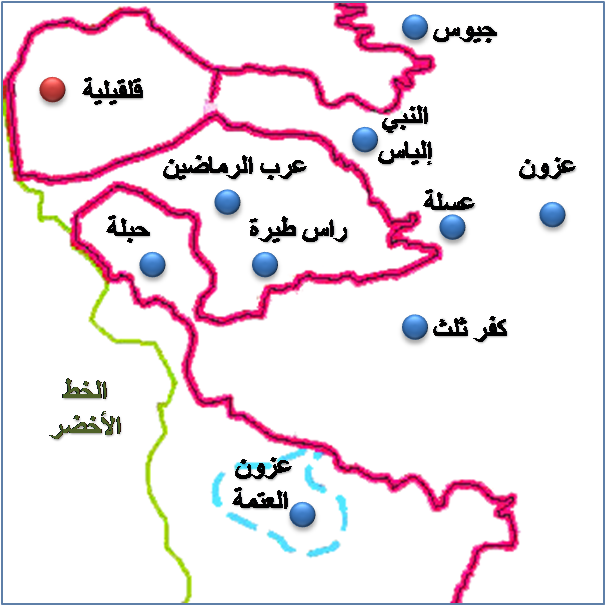
قلقيلية وقراها الأخرى نحت حصار الجدار العازل

فقدت قلقيلية جميع أراضيها السهلية الزراعية في اتفاقية رودوس. مما جعل أهل قلقيلية يستصلحون الجبل ويحولوا الصخر إلى تراب ويزرعوا فيه وشهد لهم بذلك قائد الجيش الأردني آنذاك جلوب باشا وكتب عنهم في كتابه جندي بين العرب، ولكن لم تدوم طويلا لهم تلك الأراضي ففي حرب 1967 استولت إسرائيل على بقية أراضيها وحولوها إلى مستعمرات، وجاءت نكبة قلقيلية الثالثة في انتفاضة الأقصى حيث قامت إسرائيل بإحاطة مدينة قلقيلية من جميع الجهات بالجدار العازل. يبلغ عدد سكانها 59.965 نسمة كلهم في الأسر ولا اتصال مع العالم الخارجي إلا عبر بوابة واحدة تستخدم للدخول والخروج معا تحت رقابة مشددة، كما حوصرت بعض القرى الأخرى كقرية حبلة ضمن الجدار العازل، وأخرى بين الجدار العازل والخط الأخضر مثل عزون عتمة وغيرها. هذا تطلب اقتطاع الكثير من الأراضي العربية كما أثر على الحياة الاقتصادية والاجتماعية، إذ أثر على العلاقة الاقتصادية والاجتماعية المتبادلة بين قلقيلية وقراها.

## معالم محافظة قلقيلية

مسجد محمد الفاتح في صوفين شرق قلقيلية

هناك بعض المعالم الأثرية التي تدل على الجذور التاريخية لهذه المدينة تعود إلى العهد الروماني والعهود الإسلامية من أهمها:
- صوفين: وهي منطقة شرق قلقيلية امتد إليها العمران وهي أعلى منطقة في قلقيلية، وبني فيها مسجد محمد الفاتح
- خربة حانوتا: شمال قلقيلية تحتوي على صهاريج منقورة في الصخر وشقف فخارية ومدافن محفورة ومنها منحوت.
- خربة النبي يامين: تقع جنوب غرب قلقيلية وتنسب إلى أحد أسباط بني إسرائيل.
- النبي شمعون: شمال غرب المدينة وبها تلال أثرية وبقايا أبنية وبئر ماء.
- الجامع العمري (مسجد عمر بن الخطاب): وبناء هذا المسجد من الأقواس الأثرية.
- حديقة الحيوانات: تأسست عام 1986 م وهي معلم سياحي ووحيد من نوعه في الضفة الغربية، وتقع شمال مدينة قلقيلية.
- مقام النبي إلياس: معلم ديني وأثري يقع في وسط قرية النبي إلياس شرقي مدينة قلقيلية، ويحتوي المقام على ضريح النبي إلياس وقد بناه السلطان الظاهر «جقمق» سنة 890 هـ.
- السرايا وشعار الدولة العثمانية: معلم أثري تقوم عليه الآن مدرسة المرابطين، وقد كان البناء الحالي يستخدم كسرايا في العهد العثماني ويلاحظ على واجهته شعار الدولة العثمانية، ويقع في وسط مدينة قلقيلية.
- البرك الرومانية:وهي عبارة عن معلم أثري يعود إلى العهد الروماني، ويقع في وسط قرية سنيريا ويتكون من ثلاث برك رومانية متوسطة الحجم.
- مسجد حجة: معلم أثري ديني يعود إلى العهد المملوكي يقع في وسط قرية حجة، ويتكون من بيت للصلاة وساحة خارجية ومئذنة وضريح ومتوضأ.
- أم البلابل: معلم أثري يقع شمال قرية كفر لاقف وهو عبارة عن كهف قديم.

ويوجد في قلقيلية العديد من المناطق والمعالم السياحية الأخرى، ولكن أغلبها بحاجة إلى إعادة تأهيل، وتعتبر محافظة قلقيلية فقيرة بالآثار البارزة مقارنة بالمحافظات الفلسطينية الأخرى، إلا أن ذلك لم يمنع الحركة السياحية فيها من النمو وخاصة السياحة الداخلية التي أخذت تنشط في السنوات الأخيرة بسبب جمال المنطقة، فهي خضراء تكثر فيها الأحراش والبيارات عدا عن توفر الماء بكثرة، وكذلك قرب مدينة قلقيلية من الخط الأخضر جعلها مركزاً تجارياً هاماً يتوفر فيه أنواع من التجارة «الأسواق» التي تفتقر إليها محافظات أخرى من «تجارة الأثاث المستعمل» وهذا جعلها تستقطب المتسوقين وبالتالي السائحين، وقد ساهم في رفع الحركة السياحية في المحافظة وجود بعض المرافق السياحية مثل: حديقة الحيوانات التي تكاد تكون الوحيدة في الضفة الغربية وقطاع غزة وكذلك المنتزهات الكثيرة على مداخلها مثل منتزه المحترم، ومنتزة ومسبح العنتوري، ومسبح الكروان، ومنتزه بلدية قلقيلية، وأخيراً وجود بعض الآثار كالمساجد المملوكية والعثمانية وكذلك المقامات الإسلامية المتناثرة في قرى المحافظة.

صرح الشهيد

## السكان

التعداد السكاني لمدينة قلقيلية حتى سنة 1996

لعل قلقيلية من أكثر مدن فلسطين نمواً في تعداد السكان خلال العقود الأخيرة. ويعود ذلك إلى هجرة الآلاف من سكان القرى المجاورة إليها عقب نكبة 1948، وما نجم عن هذه النكبة من ضياع للأرض وتدمير كامل لكثير من القرى العريقة وتهجير أهلها إذ يبلغ عدد سكانها حاليا حوالي 59.965 نسمة.
وفي الستينات وما تلاها كان مرد الزيادة الكبيرة توافد الكثيرين من أبناء القرى والمدن المجاورة للإقامة في قلقيلية، كونها مركزاً تجارياً متقدماً ولقربها من الخط الأخضر وسوق العمل. ومن قبل وعقب حرب حزيران وصل المدينة الكثير من أبناء قطاع غزة وشمال سيناء حيث اضطروا قسراً إلى الهجرة بحثاً عن العمل.
وفيما يلي تعداد سكاني لمدينة قلقيلية في بعض السنوات التي تم فيها تسجيل سكاني منذ سنوات الانتداب البريطاني الأولى في فلسطين.

### أعلام المدينة
قلقيلية بلد علم وعلماء، نبغ فيها الكثير من أعلام الصحافة والسياسة والدين، ومنهم من العلماء الذين برزوا حتى القرن التاسع الهجري والذين ارتبطت أسماؤهم بقلقيلية قبل العمران الحديث لها، ومنهم:
- بهاء الدين داود بن إسماعيل القلقيلي: واحداً من علماء القرن الثامن الهجري، وكان فاضلاً شافعياً، ارتحل إلى حلب ودرّس في مساجدها وتولى الإفتاء فيها. ورد ذكره في كتاب «شذرات من ذهب في أخبار من ذهب» لابن العماد شهاب الدين الحنبلي الدمشقي. توفي عام 780 هـ.
- شمس الدين محمد بن أحمد بن إبراهيم القلقيلي الشافعي: من مواليد قلقيلية عام 776 هـ. أخذ العلم بداية عن أبيه شمس الدين محمد، ونزل معه بيت المقدس وأخذ عن علمائها. ويذكر في مؤلف «الضوء اللامع» انه كان له ولدان هما أحمد، وابنه النجم محمد، الذي كان حسن الصوت ناظماً ناثراً كاتباً قارئاً مجوداً حسناً، مات سنة 849 هـ في حياة والده ورثاه والده في قصيدة، وكان ينظم الشعر. وتوفي عام 852 هـ.
- أحمد بن محمد بن أحمد القلقيلي وكان حسن الصوت، ناظماً وناثراً، توفي عام 849 هـ.
- أحمد بن أبي بكر بن يوسف بن أيوب الشهابي أبو العباس بن الزين القلقيلي: ولد عام 757 ه أخذ العلم عن كبار علماء الأزهر الشريف، وتوفي عام 857 هـ.
- نجم الدين محمد بن أحمد القلقيلي: ولد في قلقيلية، وانتقل صغيراً إلى القدس الشريف، وفيها تعلم قبل أن ينتقل إلى القاهرة ليأخذ العلم من علماء الأزهر الشريف. وفي مصر صنف كتابه «غنية المريد لمعرفة الإتقان والتجويد»، وهو مخطوط ذكر في الأزهرية، وكان قد فرغ من تأليفه عام 882 هـ.
- خير الدين أبو الخير أحمد بن شهاب الدين أحمد بن محمد القلقيلي المقرئ الحنفي توفي عام 89 هـ.

 ومن اعلام وعلماء الأدب والصحافة والسياسة والدين الذين برزوا حديثاً: 
- الشيخ مصطفى صبري 1870 ـ1957، كان خطيباً ورجل إصلاح.
- أبو علي إياد من قادة الثورة الفلسطينية من مواليد قلقيلية عام 1935 م، استشهد بالأردن في عجلون عام 1971 م، كان قد انتخب عضواً في اللجنة المركزية لحركة فتح في مؤتمر الحركة العام الثاني مع انه كان موجوداً خلال المؤتمر في المستشفى، كذلك كان عضواً في القيادة العامة لقوات العاصفة، وشارك إلى جانب عمله العسكري بنشاطات سياسية فكان ضمن الوفود الفلسطينية التي زارت الدول العربية والاشتراكية، وكانت آخر زياراته مع وفد الثورة وعلى رأسهم «أبو عمار» إلى جمهورية الصين الشعبية الاشتراكية.
- الكاتب والأديب والصحافي إبراهيم أحمد الشنطي من مواليد قلقيلية عام 1927 م، توفي عام 2018 م في عمان.
- هاشم السبع، وطني ومناضل فلسطيني من مواليد قلقيلية في 1912 م، توفي عام 1957 م.
- الشيخ المجاهد الحاج عبد الفتاح محمود خدرج من مواليد قلقيلية عام 1913 م، وفيها تلقى تعليمه الابتدائي، نشأ في بيئة متدينة، وتوجه في شبابه إلى مصر والتقى بالشيخ حسن البنا، كما عمل في مصر على التعريف بقضية الشعب الفلسطيني، والمخاطر التي تتعرض لها فلسطين من استيلاء على الأراضي وإقامة المستعمرات وتوطين اليهود فيها، كتب الله له الشهادة التي كان يتمناها في 1948/4/21 م، قرب رمات هاكوفيش، بعد أن يسر الله له اتمام واجباته الدينية بأداء فريضة الحج عام 1946 م.

ومن المثقفين والباحثين المعاصرين مؤيد عفانة، من مواليد مدينة قلقيلية عام 1975، والذي اعد بحث تحليلي عن واقع محافظة قلقيلية هو الأول من نوعه، والذي ناقش الواقع السياسي والاقتصادي والاجتماعي لمحافظة قلقيلية.

## المؤسسات التعليمية والثقافية والخيرية والإعلامية
يوجد في مدينة قلقيلية فرع لجامعة القدس المفتوحة والتي تقدم العديد من البرامج الاكاديمية في درجة البكالوريوس وتم افتتاحها عام 1997 م، ووصل عدد طلابها عام 2010 م إلى أكثر من 2800 طالبا وطالبة، كما يوجد في قلقيلية كلية جامعية وهي كلية الدعوة وأصول الدين وتمنح شهادة البكالوريوس في العلوم الإسلامية، بالإضافة إلى العديد من المدارس الحكومية والخاصة للذكور والإناث والتي بلغ عددها في المدينة حوالي 30 مدرسة بالإضافة للمدارس الصناعية ومدرسة للصم والبكم.
كما يوجد في المدينة العديد من الجمعيات الخيرية لتأهيل ذوي الاحتياجات الخاصة ومن الجدير بالذكر ـن في قلقيلية مصنع للأطراف الصناعية والذي يعتبر الوحيد من نوعه في منطقة شمال الضفة، كما يوجد فيها العديد من النوادي الترفيهية والثقافية مثل النادي الأهلي والإسلامي. ويوجد فيها أيضا محطة للبث التلفزيوني «تلفزيون قلقيلية» ومحطة إذاعية هي راديو نغم. كما تنشط في محافظة قلقيلية جمعية منتدى المثقفين الخيرية التي كان لها دور كبير في تعريف العالم والوفود الأجنبية بمعاناة أهالي قلقيلية ومشاكلهم الاقتصادية والسياسية بسبب الاحتلال والجدار والاستيطان.

## الصحة

مستشفى قلقيلية الحكومي (درويش نزال)

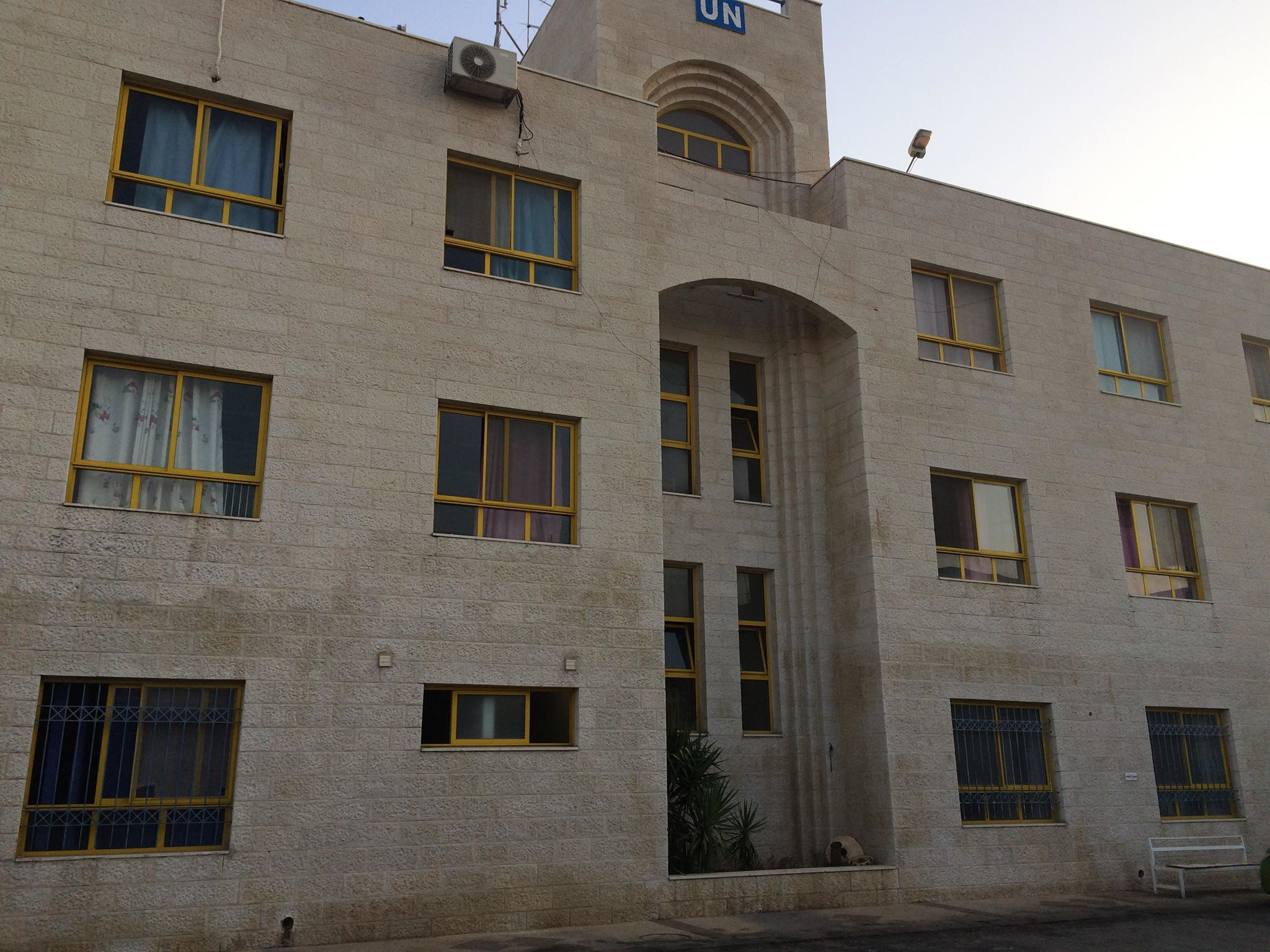
مستشفى الأونروا

في المدينة عدة مؤسسات صحية وطبية هي مستشفى درويش نزال الحكومي، ومستشفى وكالة الغوث، وجمعية الإغاثة الطبية الفلسطينية، والهلال الأحمر الفلسطيني، ومديرية الخدمات الطبية العسكرية، والمركز الصحي التابع للجان العمل الصحي، ومركزين للرعاية الصحية الأولية، ومديرية صحة محافظة قلقيلية ومركز الصحة النفسية المجتمعية، بالإضافة إلى عدة عيادات ومراكز طبية خاصة.

## الاقتصاد

### الزراعة
اهتم السكان بزراعة الحمضيات، حيث بلغت المساحة المزروعة 3638 دونماً، كما زرع السكان الحبوب والخضراوات والأشجار المثمرة، وتتميز بزراعتها للجوافة ومؤخرا تصدرها للأردن رغم المعيقات، وهذا مع العلم بأن قلقيلية فقدت معظم أراضيها الزراعية داخل خط الهدنة.

### الصناعة
مارس السكان عدداً من الحرف الصناعية كصناعة المواد الغذائية وزيت الزيتون ومنتجات الألبان والصابون والزجاج وصناعة الحجر والرخام ومواد البناء بالإضافة إلى صناعة الخشب والحديد وشركات المياه المعدنية.

### التجارة

قلقيلية الشارع الرئيسي

يوجد في قلقيلية العديد من الاسواق منها:
- سوق أبو عمشة

يقع هذا السوق في وسط البلد في شارع السبع قرب محطة أبو عمشة للوقود. يوجد في هذا السوق عدة طوابق: الطابق الأول محلات تجارية لبيع الملابس والأحذية ومحلات للصياغة والمجوهرات، والطوابق العلوية عبارة عن مكاتب محاماة وهندسية وعيادات للأطباء.
- سوق شاهين

يقع هذا السوق في وسط البلد منتصف شارع السبع مقابل سوق أبو عمشة، ويحتوي على طابقين: الأول لبيع الأحذية والملابس. الطابق الثاني ينقسم إلى قسمين، قسم مخزن للملابس والآخر مكاتب وفيه محلات قيصر الشبابية.
- سوق أبو جابر

يقع هذا السوق في وسط البلد قرب البلدية في محيط المسجد الكبير المسمى بمسجد السوق، وهو عبارة عن طابقين: الطابق الأول محلات تجارية لبيع الأدوات المنزلية، وبيع اللحوم، وبيع المواد التموينية. الطابق الثاني مكاتب للشركات وأخرى للمحاميين.
- سوق بشارة

يقع هذا السوق وسط البلد مقابل مبنى وزارة الأوقاف، وهو عبارة عن عمارة مكونة من 4 طوابق: الطابق الأول محلات لبيع الأقمشة والأحذية، وباقي الطوابق عبارة عن مكاتب لوزارات السلطة الوطنية، وهناك مكاتب أخرى وعيادات أطباء. والبيع في هذا السوق بالمفرق.
- سوق الخضار

يقع هذا السوق وسط البلد خلف مقر البلدية مقابل مجمع السيارات سابقاً، وهو عبارة عن محلات تجارية ومخازن أرضية لتجارة الخضراوات والفواكه، والبيع في هذا السوق بالجملة والمفرق. يوجد في هذا السوق بعض المحلات لبيع المواد التموينية واللحوم وبعض محلات الجزارة وغيرها، ولهذا السوق نشاط مميز لأن معظم رواده من داخل الخط الأخضر وخاصة عرب 48.
- سوق عثمان

يقع هذا السوق مقابل البلدية بمحاذاة بنك القاهرة عمان، وهو عبارة عن خمسة طوابق: الطابق الأرضي فيه مطعم ومحل لبيع المعجنات، ومحلات تجارية لبيع الأقمشة واستوديو، وفيه محلات لبيع الأحذية. أما الطابق الثاني فهو عبارة عن مكاتب للشركات وأخرى للمحاميين والأطباء والطابق الثالث مكاتب محاماة وصالون للسيدات والطابق الرابع مخصص لجمعية والطابق الخامس مطعم ومقهى.
- سوق شاور

يقع هذا السوق في وسط شارع البلدية مقابل مدرسة الشيماء مقابل الغرفة التجارية، وهو عبارة عن طابقين: الطابق الأرضي عبارة عن مطعم كبير ومحلات لبيع الأقمشة واستوديو وبه محل لبيع الساعات، أما الطابق الثاني فهو مكاتب الشركات ومكاتب محاميين.
- سوق الأقصى

ويقع هذا السوق قرب مسجد السوق، مقابل مجمع السيارات، وهو عبارة عن طابق أرضي ومخازن فيها محلات لبيع الأدوات المنزلية وملحمة ومحلات لبيع المواد التموينية.
- سوق المستعمل

وهو عبارة عن سوق طويل يقع على امتداد شارع نابلس بكلا الاتجاهين. يبدأ من مقر الأمن الوطني شرقاً حتى محطة أبو عمشة للوقود غرباً، بطول يصل إلى 2 كم. وفيه محلات لبيع الأثاث المستعمل، غرف نوم وغرف سفرة وصالونات وأجهزة كهربائية، مثل الثلاجات والغسالات والتلفزيونات وغيرها.
- سوق جابر

يقع هذا السوق على شارع الحديقة مقابل مستشفى وكالة الغوث، وهو سوق حديث، فيه محلات متنوعة أهمها محل للأدوات المنزلية، ومحل لبيع وتنسيق الأزهار وأغراض الزينة.

## حديقة الحيوانات الوطنية
تدير بلدية قلقيلية حديقة الحيوانات الوحيدة في فلسطين، تم إنشاؤها عام 1986 قرب المدخل الشمالي للمدينة. وتبلغ مساحة الحديقة 35 دونماً. اعتمدتها وزارة السياحة والآثار الفلسطينية حديقة مركزية لفلسطين. تشتمل الحديقة على متنزه خاص للعائلات، ومدينة ترفيهية، وبركة مائية وقوارب، ومتحف تعليمي، والمركز الطبي الفلسطيني للحياة البرية، وبيت الطيور، وأقسام الحيوانات.

## أحياء مدينة قلقيلية

شارع جلجولية في قلقيلية

منظر عام لاحد احياء قلقيلة

تشمل قلقيلية حسب تقسيمات القسم الهندسي في البلدية العديد من المناطق تصل إلى أكثر من 30 منطقة، وهي:
حي نزال، حي زيد، حي داود، حي شريم، صوفين، كفر سابا، حي القرعان، بير قبعة، الطبال، النجمة، الحصميص، الرزازة، مرج الحب، مرج الزيتونات، غياظة، السرايا، البلدة القديمة، النقار، المحجّر، الرهنات، سهل صوفين، خلة ياسين، الظهر الشرقي والغربي.

## الثروة المائية
تقع محافظة قلقيلية على الحوض المائي الغربي الذي يحتوي مخزوناً مائياً يقدر بـ 57% من مجموع مياه الضفة الغربية. ويشترك الحوض الغربي بالحوض الذي تتربع عليه راس العين (المحتلة عام 1948) وببعض الوديان التي تعتبر من روافد نهر العوجا، ويغطي حوالي 1797 كم مربع من مساحة الضفة الغربية. إذ يضم هذا الحوض مدينتي طولكرم وقلقيلية، ويشمل أراض داخل الخط الأخضر وخاصة الشريط الساحلي المحاذي للمدينتين.
يعتبر الحوض المائي الغربي من أغنى الأحواض المائية في فلسطين نظراً لعمقه وموقعه بجانب السفوح الغربية لجبال نابلس. وجزؤه الشمالي أغنى من الجنوبي، ويصل حتى البحر المتوسط. ويقدر مخزونه المائي السنوي بنحو 350 مليون م مكعب، أما كمية التغذية السنوية فيه فتقدر بحوالي 130 مليون م مكعب. وتزداد أهمية هذا الحوض نظراً لطاقته المتجددة العالية سنوياً.
فقلقيلية من المناطق الغنية بالثروة المائية المتمثلة بالمياه الجوفية، حيث وجد فيها ما يزيد عن 70 بئراً ارتوازياً. وقد سبق للقوات الإسرائيلية أن قامت أكثر من مرة بنسف بعض هذه الآبار في محاولة منها لحرمان قلقيلية من هذه الثروات، وأشهرها حملة عام 1965.
ومنذ بداية الاحتلال عام 1967 حظرت سلطات الاحتلال الإسرائيلي بقوانين عسكرية حفر آبار إضافية أو تعميق الآبار القائمة، وحددت لكل بئر منها كمية الماء المستخرجة والتي لا تكاد تكفي لري البيارات القريبة. وظلت هذه الآبار مرتبطة بكمية الأمطار المتساقطة ولهذا أخذ المنسوب الاحتياطي فيها يخف تدريجياً، بل أن بعضها كاد يجف في بعض سنوات المحل حين كانت كمية الأمطار لا تتجاوز 300 مم.

## الاستيطان

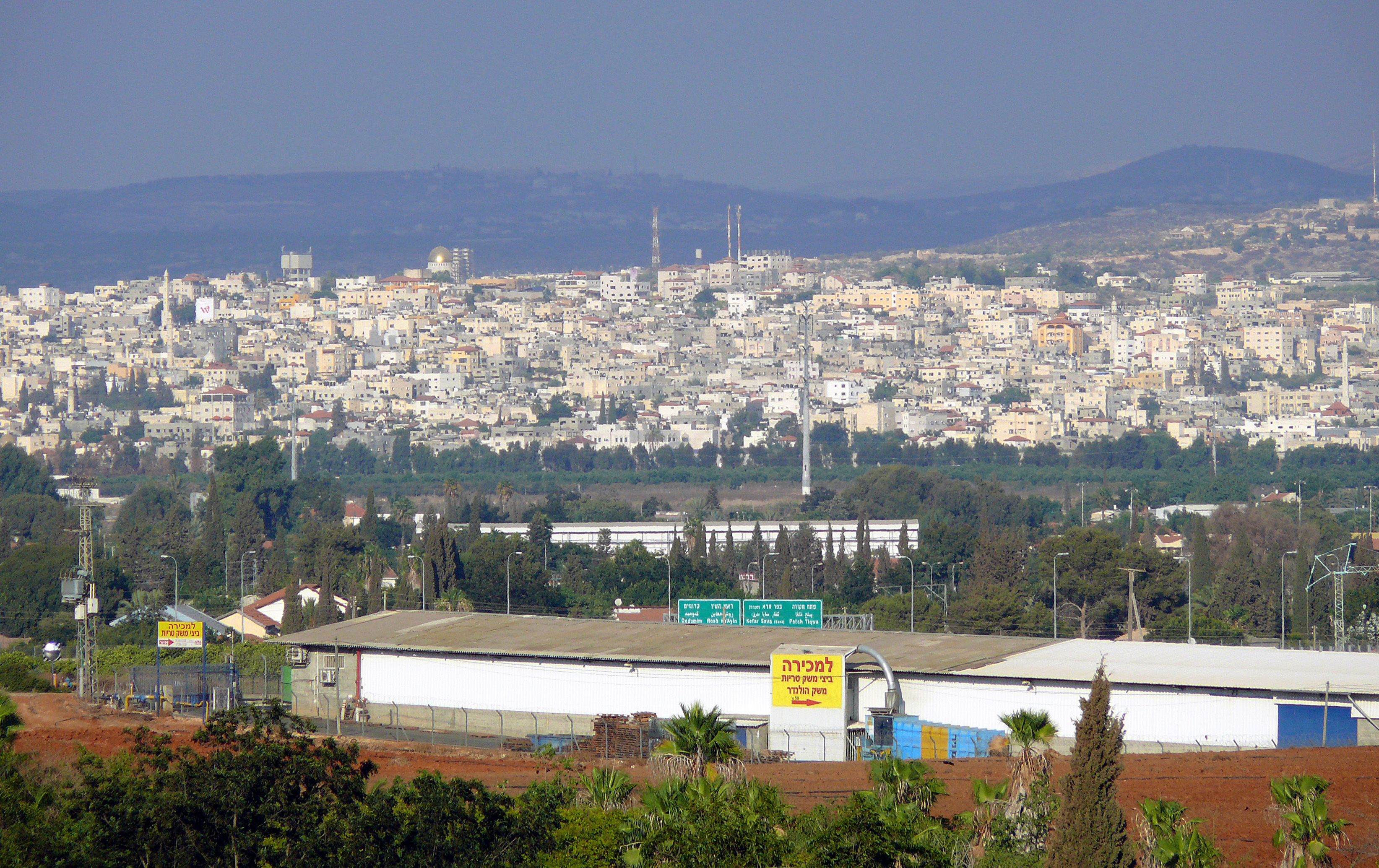
قلقيلية احدى مدن فلسطين المنسية

نتيجة لموقع قلقيلية المتقدم أقصى مدينة في غرب الضفة الغربية حاول الاحتلال الإسرائيلي من خلال كل الحروب التي خاضها، وعبر الاعتداءات المتكررة، تدمير قلقيلية وحتى إزالتها عن الوجود. كما حدث عام 1967 عندما قام جنود الاحتلال فور دخولهم قلقيلية بتهجير أهلها قسراً، ودمروا أكثر من 70% من بيوت المدينة. إلا أن إصرار أهل قلقيلية على العودة، والظروف السياسية في ذلك العهد، حالت دون استكمال تنفيذ هذا المخطط الذي سبق وهدد به موشي دايان (عام 1953) عندما صرح قائلاً: سأحرث قلقيلية حرثاً.
كما وأخفقت من قبل المحاولات الإسرائيلية لاحتلال قلقيلية بعد هزيمة 1948، رغم فقدان المدينة لآلاف الدونمات عقب قرار التقسيم، وكانت بعض تلك الأراضي في عمق الساحل الفلسطيني. وفي عام 1949 جاءت اتفاقية رودس لتحرم المدينة من آلاف الدونمات الزراعية غرباً وشمالاً وجنوباً، ولم يبقى لقلقيلية إلا بعض عشرات من الدونمات السهلية والأراضي الجبلية الجرداء من جهة الشرق.
وفي عام 1956 (مذبحة قلقيلية) هاجم جيش الاحتلال الإسرائيلي ومجموعة من المستوطنين المدينة. وقد عمد الجيش الإسرائيلي إلى قصف القرية بالمدفعية قبل اقتحامها، وتم نسف مركز قلقيلية التابع لجيش الإنقاذ العربي. وراح ضحية المجزرة أكثر من 70 شهيد.
وفي عام 1965 قامت قوات إسرائيلية بالتسلل في الليل إلى خط الهدنة وقامت بنسف 12 بئراً ارتوازياً متاخمة لخط الهدنة في أراضي قلقيلية، وكذلك قامت بتفجير محطات الوقود في المدينة. وكانت هذه المحطات لا تبعد سوى 400 م عن الخط الأخضر.
الممارسات الاستيطانية
شملت الممارسات الإسرائيلية الخاصة بمصادرة الأراضي الفلسطينية والاستيلاء عليها أراضي محافظة قلقيلية، إذ قامت قوات الاحتلال الإسرائيلي بمصادرة نحو 76% من جملة مساحة أراضي المحافظة، وذلك لإقامة المستوطنات الإسرائيلية وشق الطرق الالتفافية بالإضافة إلى خدمة الجدار الفاصل. ولم تقتصر مخاطر الاستيطان على سلب الأرض فقط، بل يصاحبها أعمال التخريب والعبث بالأراضي المحيطة بالمستوطنات.

## وصلات خارجية
- موقع بلدية قلقيلية الرسمي